# Approche de la philosophie par Dostoïevski

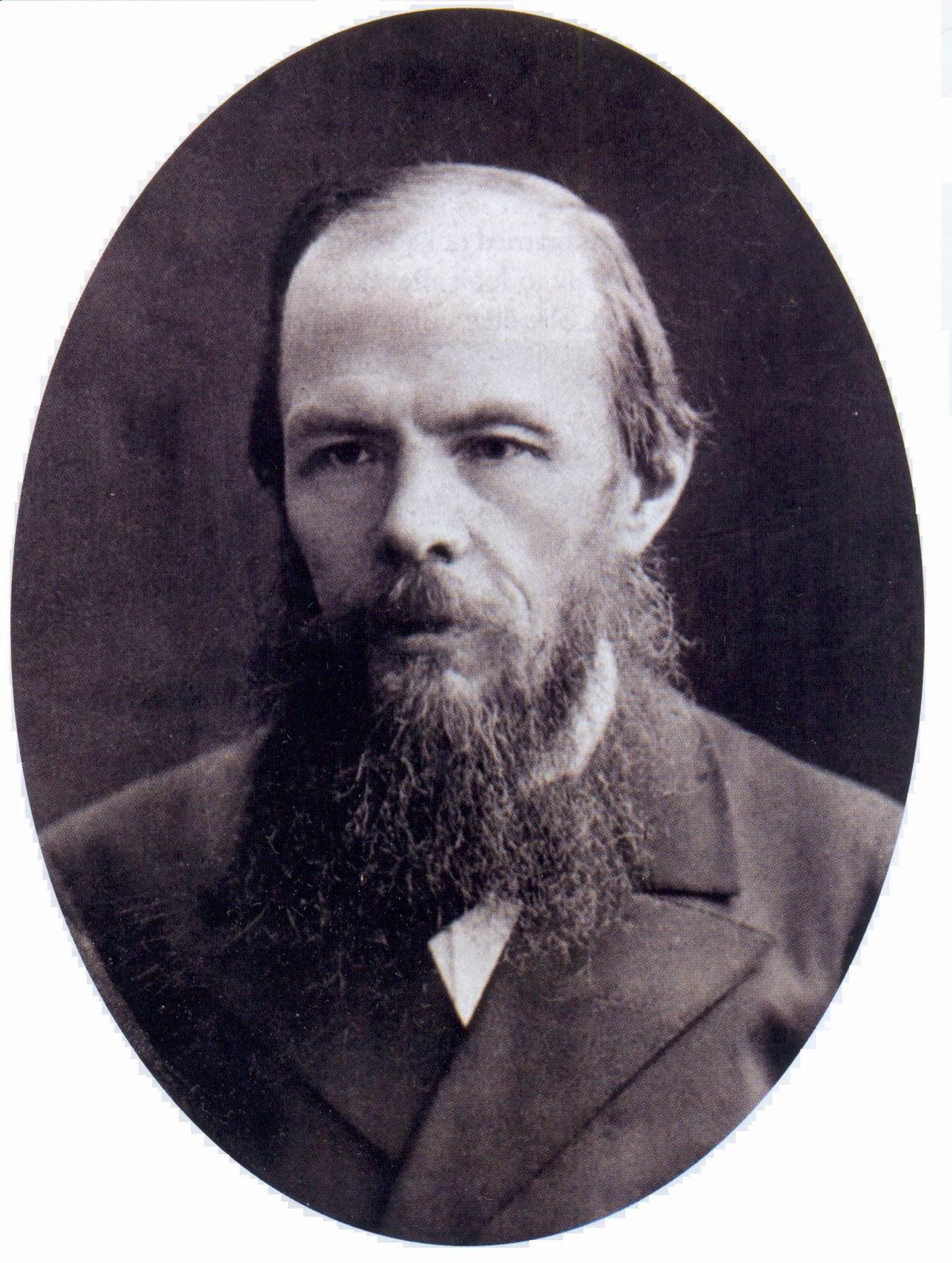
Fiodor Dostoïevski en 1879.

La philosophie de Dostoïevski n'a pas été prise en compte comme telle par ses contemporains. Fiodor Dostoïevski n'a pas étudié la philosophie, il n'a pas écrit de traités philosophiques et ne prétendait pas avoir droit à un quelconque titre de philosophe. Cependant, de nos jours, comme l'écrit James P. Scanlan, professeur à l'Ohio State University de Colombus, aux États-Unis: « même les critiques les plus sévères doivent admettre que Dostoïevski, malgré son éloignement de la philosophie académique, est l'un des écrivains le plus philosophique ».

## Dostoïevski, romancier et philosophe
Les premiers auteurs à avoir mentionné la dimension philosophique de l'œuvre de Dostoïevski sont Ivanov, les tenants du recueil Vekhi, ceux de la philosophie religieuse russe, Nicolas Berdiaev, Sergueï Boulgakov, Vassili Rozanov , Vladimir Soloviev, Georges Florovsky, Siméon Frank, Léon Chestov. Vassili Zenkovski (ru) écrivait en 1948 que malgré l'existence d'une riche littérature philosophique de Dostoïevski, « jusqu'à nos jours son héritage idéologique n'a pas encore été assimilé ».
À la question de savoir si Dostoïevski est un philosophe, Alexandre Boursov, professeur à Léningrad, (1947-2015) répond à Jacques Catteau qu'il considère Dostoïevski comme le plus grand philosophe russe. Écrivain, il connaît les philosophies occidentales, mais sa pensée est liée aux traditions de la philosophie russe. Comme penseur et philosophe, il met au premier plan les liens entre l'individu et la société et les nécessaires compréhension et collaboration spirituelles mutuelles entre les peuples. Comme artiste, il évitait les solutions définitives. Il y aspirait par contre dans ses raisonnements philosophiques, ce qui pour Boursov va à l'encontre de la nature même de son génie. Dostoïevski est pour lui un grand philosophe, surtout dans ses romans, même si son Journal d'un écrivain mérite un examen particulier de ce point de vue.
Léon Chestov trouve étonnant qu'alors que Dostoïevski ne possédait aucune culture scientifique et philosophique il ait compris en quoi consistait « le problème éternel et fondamental de la philosophie ». Aucun manuel de philosophie ne cite Les Carnets du sous-sol ni ne les étudie. On n'y trouve aucune terminologie savante, scolaire ou étrangère, et « le sceau académique y manque ». Pourtant, poursuit Chestov, si une « critique de la raison pure » a été écrite, c'est chez Dostoïevski, dans Les carnets du sous-sol et dans les grands romans qui en sont issus. Dostoïevski place intentionnellement ses idées philosophiques dans la bouche de l'ignorant qu'est Dmitri Karamazov et non dans celle de personnes cultivées comme Ivan Karamazov. En ce qui concerne ceux qui sont cultivés, Dostoïevski constate, poursuit Chestov, que la discipline scolaire de l'intelligence paralyse leurs forces humaines et les oblige à se limiter.
À propos de la réclusion vécue par Dostoïevski elle a offert pour Chestov les conditions favorables au retour sur soi-même :« Non moins puissamment ni passionnément que Luther; il a exprimé les idées fondamentales de la philosophie existentielle[...]. Au bagne, l'homme apprend à s'interroger autrement qu'il ne le fait en liberté ; il acquiert une audace dans sa façon de penser dont il ne s'imaginait même pas capable. ».
L'homme « souterrain », dans Les Carnets du sous-sol se saisit de vérités évidentes et intangibles. Sa dialectique a la force d'une pensée par éclats qui se révèle obéir à d'autres lois que celles du discours. C'est pour cela que Chestov considère qu'elle supporte la comparaison avec celle de n'importe quel grand philosophe européen.
L'historien italien Ettore Lo Gatto considère Les carnets du sous-sol comme une exception. « La philosophie y est présente, au sens où les œuvres philosophiques de Nietzsche et de Vassili Rozanov sont aussi des œuvres de poésie ». Dostoïevski a selon lui en commun avec ces deux penseurs un point de départ philosophique : la révolte contre tous les prétendus systèmes de bonheur.

## Principes essentiels
Dostoïevski n'a pas été le fondateur de son propre système philosophique complet du point de vue de l'approche formelle de celui-ci par la philosophie occidentale (allemande). Il n'a pas eu de formation spécialisée en la matière et a choisi la littérature comme champ d'action dans sa vie. Il n'en reste pas moins que l'œuvre de cet écrivain et publiciste contient les idées fondamentales de la philosophie russe classique qui s'est formée dans la seconde moitié du XIXe siècle. Le philosophe russe Mikhaïl Masline écrit : « La vision du monde de Dostoïevski est de type existentialiste, une philosophie de l'existence humaine ».
Tous les ouvrages de Dostoïevski s'adressaient à ses contemporains et l'attention de l'écrivain a toujours été concentrée sur les problèmes de la vie publique de son temps. Il considérait son époque en Russie et en Europe comme une époque de fracture. D'un côté un bilan était dressé, un point final était apposé, de l'autre apparaissaient les prologues d'une nouvelle période de développement de la culture et de la société dans son ensemble. Son opinion sur son époque était qu'elle connaissait « un bouleversement complet de la société », à la recherche de nouveaux modes de vie ensemble fondés sur la justice et la fraternité .
Les œuvres de Dostoïevski contiennent la quintessence de la conscience nationale russe. Les Carnets du sous-sol et Le Grand Inquisiteur sont nourris de ses idées philosophiques dans lesquelles il expose ses convictions religieuses chrétiennes et morales. Dostoïevski introduit le concept de « l'Idée russe », qui est devenu l'une des bases de la philosophie nationale russe. Le premier écrivain qui utilise le terme avant lui est le grand ami de Dostoïevski, Apollon Maïkov, le 18 janvier 1856: « Je parle de patriotisme, de l'idée russe, du sens du devoir, de l'honneur national de tout ce dont vous parlez avec tant d'enthousiasme ». Selon O. I. Syromiatnikov, l'idée russe est le thème essentiel de l'œuvre de Dostoïevski.. Le philosophe russe Arseni Goulyga écrivait : « L'idée russe de Dostoïevski, c'est l'accomplissement sous une forme patriotique des règles de la morale universelle ».
Dans Le Grand Inquisiteur, que Vassili Rozanov qualifie de poème philosophique, Dostoïevski exprime l'idée de la jonction du libre-arbitre et de la loi morale. Le Grand Inquisiteur nie le Christ, ne croit pas en l'homme ni à sa nature spirituelle. Le principal problème philosophique est celui de l'homme pour lequel il s'est battu toute sa vie. Déjà dans sa jeunesse, il écrivait à son frère Mikhaïl le 16 août 1839 : « L'homme est un mystère. Si tu veux le résoudre durant toute ta vie, tu ne pourras pas dire que tu as perdu ton temps ; je m'occupe de ce mystère si je veux devenir un homme ».
Le Discours sur Pouchkine du 8 juin 1880 est devenu le testament spirituel de l'écrivain russe: « la compassion universelle » du peuple russe s'est incarnée dans le génie national qu'est Alexandre Pouchkine. L'idéal national russe d' « humanité universelle » ne présente pas d'animosité vis-à-vis de l'Occident. Le discours de Dostoïevski sur Pouchkine a renforcé la maîtrise des opinions de la société russe et a réconcilié, malheureusement pour une courte période, les camps opposés des occidentalistes et des slavophiles. Selon le dostoïeviste S. S. Chaoulov, le discours sur Pouchkine du 8 juin 1880 est « l'un des premiers sinon le premier discours philosophique public de la culture russe, dans lequel l'idée philosophique est présentée de manière artistique par un orateur auteur personnel du texte ».

## Les chercheurs et leur évaluation
Le système philosophique de Dostoïevski a été peu étudié durant la période soviétique. On trouve à cette époque les travaux d'Aaron Steinberg (ru), philosophe judéo-russe auteur du Système de libre-arbitre de Dostoïevski (1923) et le chercheur allemand Reinhard Lauth (1919-2007), auteur de La Philosophie de Dostoïevski traitée systématiquement (1950, traduit en russe en 1996),,. En 2002, est publiée la première édition en anglais de la monographie de James Skanlan : Dostoïevski comme penseur.
Le titre et l'ouvrage d'A. Steinberg La Victoire par la connaissance du bien et du mal peut se comprendre à la lumière du développement qui en est donné par l'écrivain philosophe Alexis Klimov (1937-2006). Ce dernier résume cette question du bien et du mal chez Dostoïevski. Pour celui-ci, la logique, la science, le droit, la morale, le langage, dissimulent des pièges tendus par la raison et dans lequel la vie risque d'être emprisonnée. L'homme ne commence à vivre que lorsqu'il va au-delà de la raison, là ou se découvre notamment le bien et le mal. « Jamais la raison n'a été capable de définir le bien et le mal, ou même de séparer le mal du bien, ne fût-ce qu'approximativement. Au contraire, elle les a toujours honteusement et lamentablement confondus. » « Les Démons, p.269 ».
Reinhardt Lauth considère Dostoïevski comme un représentant de la philosophie religieuse russe. Dans la préface de l'ouvrage de Lauth, Arseni Goulyga décrit trois principaux paradigmes d'approche de l'écrivain russe, qu'il considère comme erronés :
- Dostoïevski n'est pas un philosophe (Michael Hagemeister (de)) ;
- la philosophie de Dostoïevski exalte le mal (Léon Chestov et Sigmund Freud) ;
- l'œuvre de Dostoïevski représente une tribune tant du bien que du mal qui naît dans l'homme.

Ils ne prennent pas en compte la vision polyphonique des romans de l'auteur, qui est celle de Mikhaïl Bakhtine. Ces auteurs, en mettant en avant cette part négative de l'œuvre et du romancier, oublient que, comme Bakhtine l'écrit : « À travers les voix multiples des personnages des pages les plus décisives des romans résonne la voix de Dieu dans l'âme de l'écrivain ». Selon Arseni Goulyga (ru), les opinions de Chestov et de Freud sont à l'origine du dénigrement de Dostoïevski.
Le philosophe russe M. A. Masline considère que « contrairement à l'opinion commune que partage Freud, Dostoïevski n'était pas un philosophe pessimiste ou désespéré ». En oubliant chez Dostoïevski ses sentiments de pitié, de compassion, ses appels à l'humilité, ces écrivains critiques déforment le vrai visage de cet écrivain.

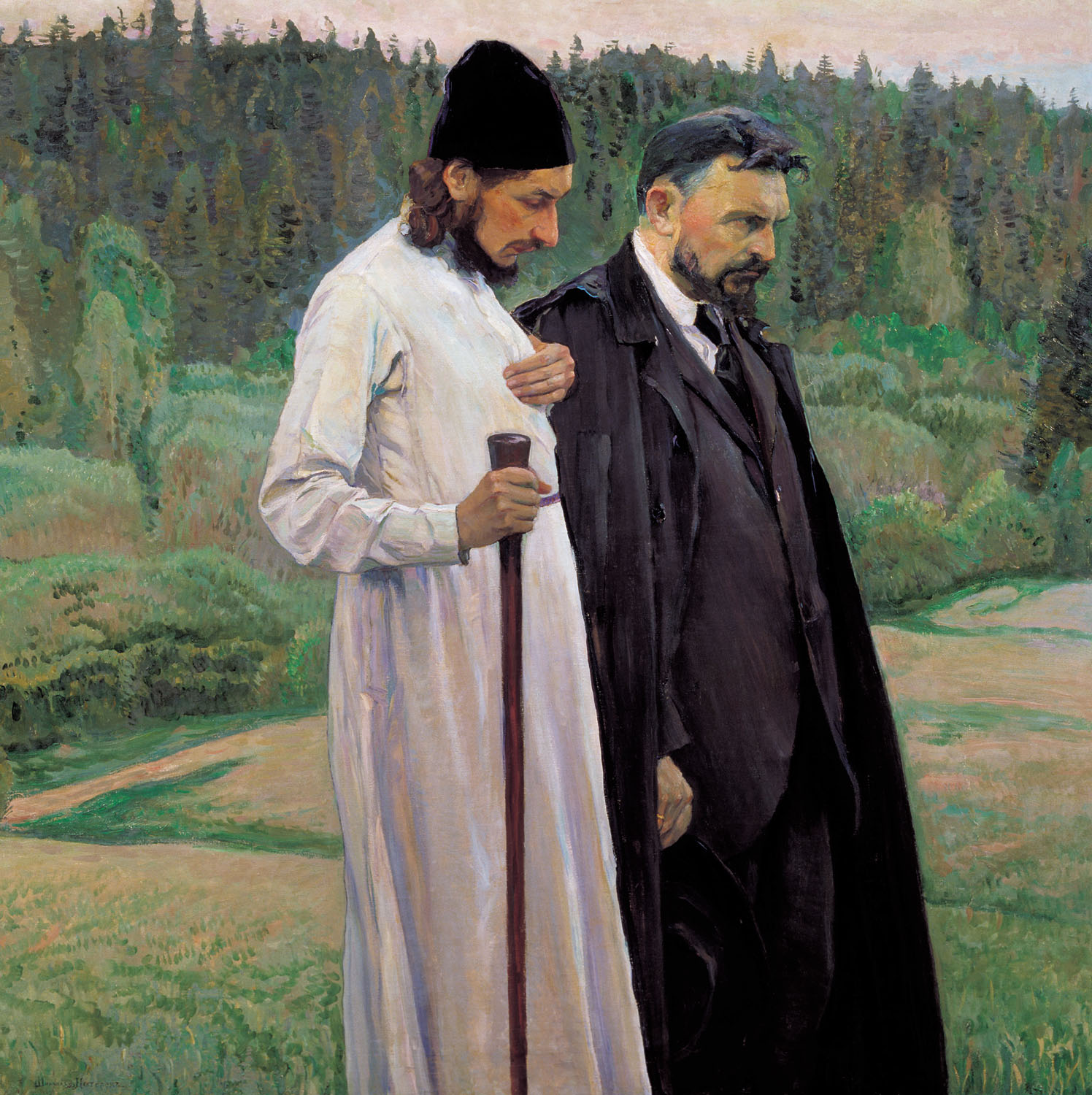
Portrait des philosophes Paul Florensky et Sergueï Boulgakov par le peintre Mikhaïl Nesterov.

N. N. Kroujkov établit un lien entre Dostoïevski et Kierkegaard :
«  Selon Søren Kierkegaard lui-même, la venue du Christ n'est pas seulement un événement, mais une co-genèse. Il est proche, il est omniprésent. Dès l'origine, il est inconcevable. Voilà la vérité... Quant à la sainteté, elle est conçue dans le péché. Pour Kierkegaard, chaque homme naît dans le péché. Pour Dostoïevski, cette formule est un axiome. »

## Influence
En 1948, Vassili Zenkovski, dans son ouvrage capital Histoire de la philosophie russe écrivait: « Pour le russe (mais est-ce seulement pour le russe ?) la pensée de Dostoïevski lui a apporté beaucoup. Ce n'est pas sans raison que la génération suivante de penseurs a affiché à une large majorité ses liens avec les œuvres de Dostoïevski ». Selon l'opinion du spécialiste de Dostoïevski A. Gatcheva, la pensée russe doit également beaucoup à Dostoïevski. Il en est un précurseur, qui a joué un rôle de premier plan dans le renouveau religieux et philosophique du début du XXe siècle fin du XIXe siècle.
Dostoïevski a eu une grande influence sur le développement de l'existentialisme, du personnalisme, et du freudisme. « Dostoïevski a pris part aux principales opinions philosophiques et sociales de son époque  — depuis le socialisme jusqu'à la philosophie de Soloviev et au projet religieux-philosophique de Nikolaï Fiodorov (1829—1903) ».
Sous la période soviétique, la philosophie de Dostoïevski est ignorée ou critiquée. Les chercheurs russes qui poursuivent leur étude de Dostoïevski, comme Léon Chestov, sont installés à Paris.
En 2007, Elena Novikova étudie l’interprétation des philosophes religieux russes (Soloviev, Boulgakov, Berdiaev, Lossky et V.V. Zenkovski) et en particulier la fameuse citation du roman de Dostoïevski : L'Idiot « C'est la beauté qui sauvera le monde».